# Уявна лінія

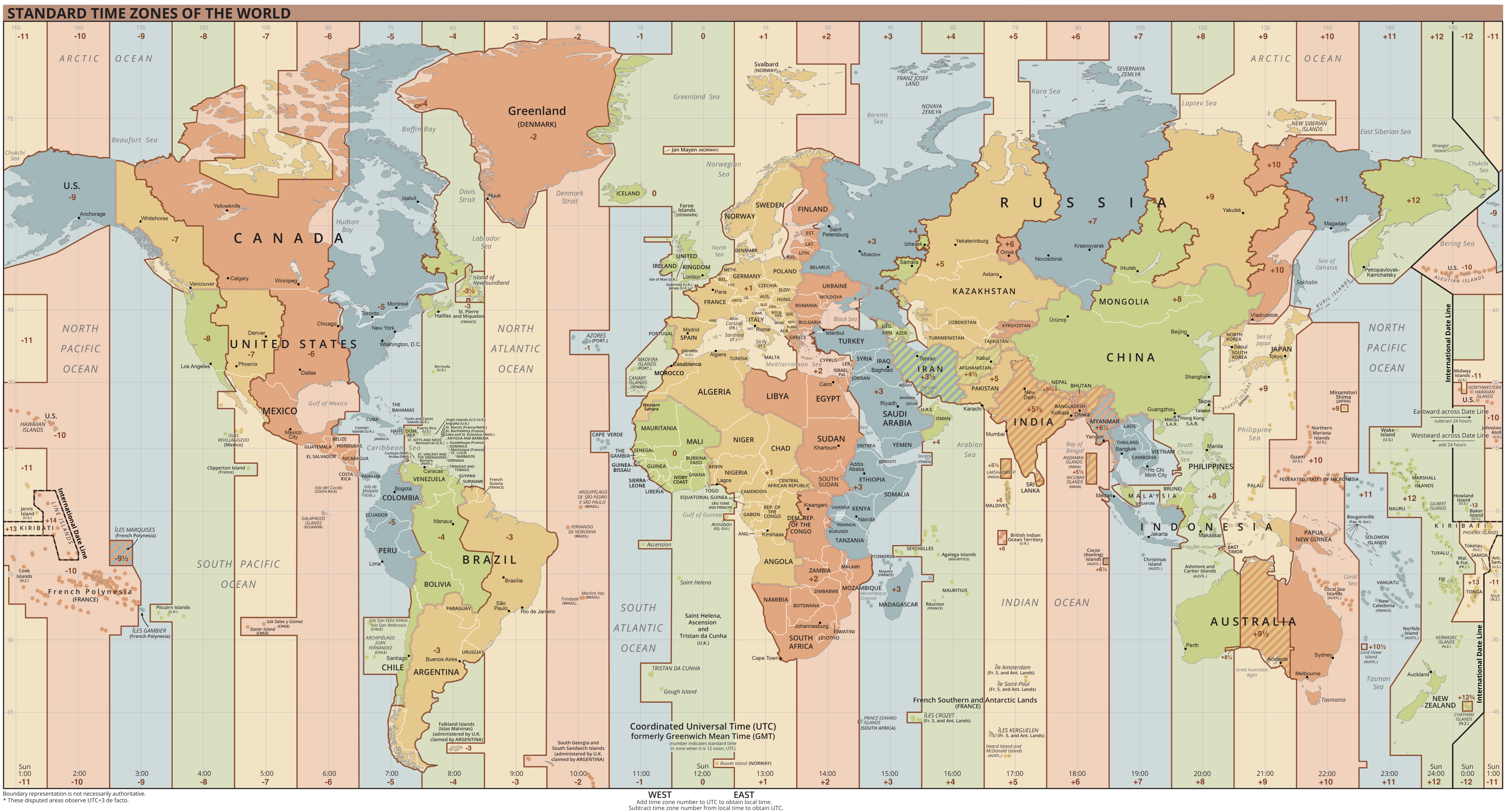
Часові пояси розділено уявними лініями

Уявна лінія — зазвичай будь-яка геометрична лінія (загальніше, крива), яка має лише абстрактне визначення та не існує фізично. Уявні лінії, наприклад, використовують для визначення місць на географічній карті.
Застосовують і поза географією. Осьова лінія — морський термін для лінії, що проходить уздовж середини судна.

## Приклади

### Географія
Як географічне поняття уявні лінії застосовують, як роздільники, наприклад
- південне полярне коло,
- північне полярне коло,
- горизонт
- кордони,
- міжнародна лінія зміни дат,
- паралелі, зокрема екватор,
- меридіани, опорний меридіан, тропік Козерога і тропік Рака.[1]
- лінія Мейсона — Діксона, яка неофіційно позначає частини кордонів чотирьох штатів США: Делаверу, Меріленду, Пенсильванії та Західної Вірджинії, які колись були частиною Вірджинії. Символічно лінія відокремлює північ США[en] від півдня США,
- лінія Мовіуса
- лінія міссурійського компромісу,
- часові пояси.

### Наука та техніка
- Вісь симетрії
- Промінь зору[en]
- Світловий промінь
- Силові лінії
- Вісь (значення)

### Інше
- Базова лінія шрифту